# Hemdingen
Hemdingen ist eine Gemeinde im Kreis Pinneberg in Schleswig-Holstein. Zur Gemeinde gehören die Ortsteile Drosselbusch, Hemdingerheide, Himmelmoor, Hochmoorsheide, Klein- und Großhemdingen, Reebmoor, Rosenhof, Vielmoor, Westerkamp und Wohld  sowie Auf der Scheide, Habichtshorst und Mullendisch.

## Geografie und Verkehr
Die Gemeinde Hemdingen liegt etwa vier Kilometer nordwestlich von Quickborn entfernt und ist damit über die Bundesstraße 4, die von Quickborn nach Bad Bramstedt führt, zu erreichen.
Teile des Staatsforst Rantzau (heute: Schleswig-Holsteinische Landesforsten) liegen in der Fläche der Gemeinde. Außerdem gibt es mit dem Vielmoor, dem Himmelmoor und dem Breedenmoor mehrere Torfmoore.

## Geschichte
Im Gemeindegebiet finden sich Siedlungsspuren aus der Jungsteinzeit. Einige der erhaltenen Hügelgräber stehen heute unter Denkmalschutz. Der Ort wurde 1564 erstmals erwähnt.

## Politik

### Gemeindevertretung
Bei der Kommunalwahl am 14. Mai 2023 wurden insgesamt dreizehn Sitze vergeben. Von diesen erhielt die Hemdinger Wählergemeinschaft sieben Sitze und die SPD und die CDU erhielten je drei Sitze.

### Wappen
Blasonierung: „Geviert. 1 und 4 in Rot eine silberne, in der bauchigen Mitte mit einem profilierten Band verzierte Urne, 2 in Silber ein schräglinker roter Torfspaten, 3 in Silber ein schräglinker roter Torfstecher.“